# Allactaga euphratica
El jerbo del Éufrates (Allactaga euphratica) es una especie de roedor de la familia Dipodidae.

## Distribución geográfica
Se encuentran en Afganistán, Irán, Irak, Jordania, Kuwait, Arabia Saudita, Siria y Turquía.

## Hábitat
Su hábitat natural son las zonas secas tropicales y subtropicales de baja altitud, pastos y desiertos.